# Dacopsis apicalis
Dacopsis apicalis är en tvåvingeart som beskrevs av Hardy 1980. Dacopsis apicalis ingår i släktet Dacopsis och familjen borrflugor. Inga underarter finns listade i Catalogue of Life.